# Clepsis agenjoi
Clepsis agenjoi is een vlinder uit de familie bladrollers (Tortricidae). De wetenschappelijke naam is voor het eerst geldig gepubliceerd in 1950 door Obraztsov.
De soort komt voor in Europa.